# Sarafane

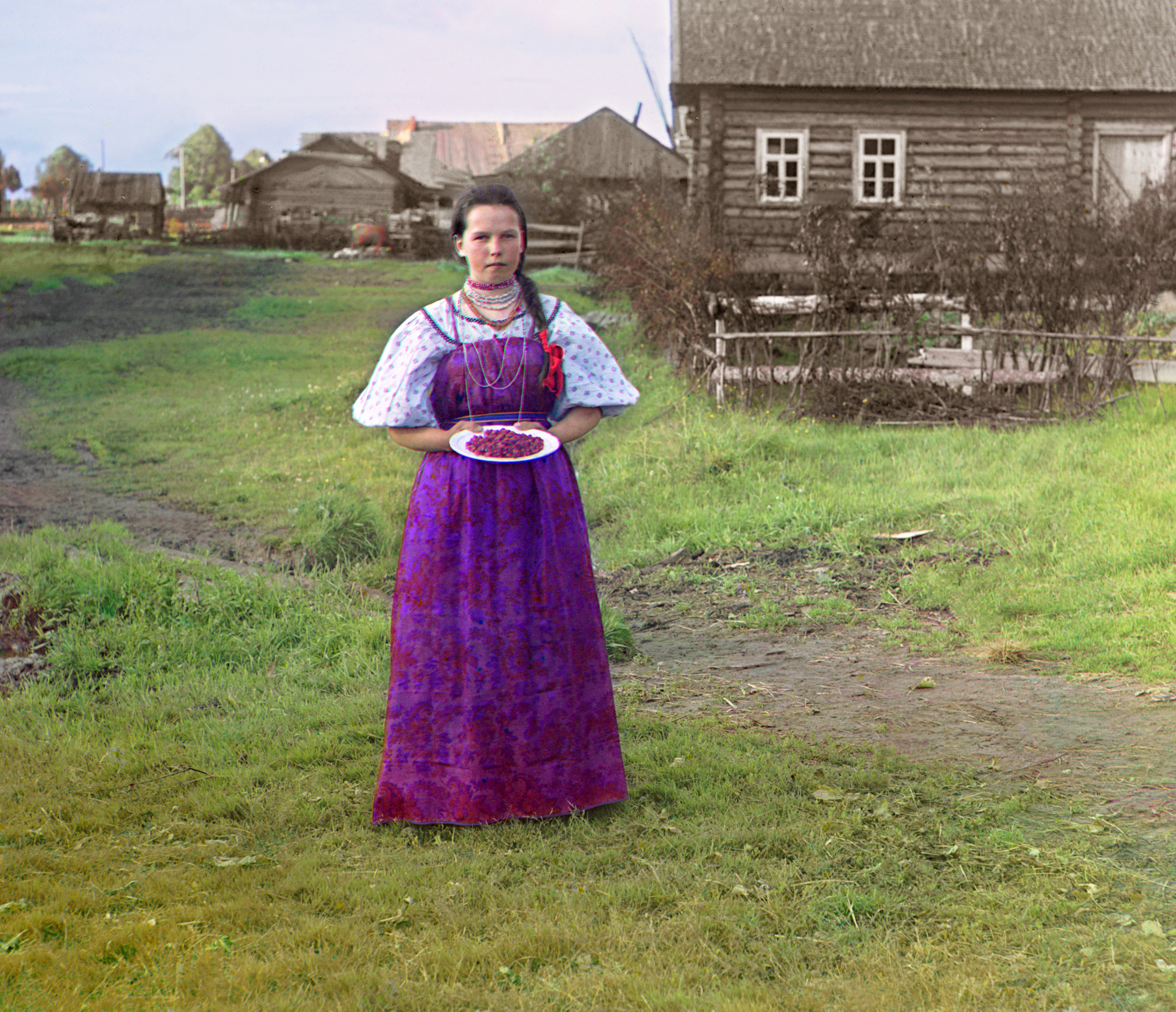
Sur cette image, la fillette porte un sarafane violet (photographie de Prokoudine-Gorski)

Le sarafane (en russe : Сарафан) est un vêtement féminin populaire russe. Il s'agit d'une robe droite sans manche. Ce vêtement était porté par les filles et les femmes des villages du nord et du centre de la Russie, ainsi que dans les régions de la Volga, jusqu'au début du XXe siècle. Les classes supérieures ont cessé de le porter lors de la réforme vestimentaire de Pierre le Grand au début du XVIIIe siècle. Il est porté aujourd'hui par les groupes folkloriques. Il est accompagné, en guise de coiffure, d'un kokochnik pour les fêtes, ou d'un simple foulard sur la tête.
On trouve des traces du sarafane depuis le XIVe siècle.
Selon certaines interprétations, le mot sarafane tire ses origines de la langue iranienne et signifierait "habillé de la tête aux pieds". Ça aurait alors été une chemise de toile unisexe avec de longues manches et tombant jusqu'au sol.À partir du XVIIe siècle, le sarafane devient communément connu comme une robe à bretelle portée par les femmes russes[réf. souhaitée].
Ne pas confondre avec le collier/diadème de Chanel aussi appelé Sarafane dont les motifs s'inspirent des dessins délicats des sarafanes.